# トリフィルファンタジア
『トリフィルファンタジア』は、夜麻みゆきによる日本の漫画作品。
『月刊Gファンタジー』（スクウェア・エニックス）にて、2008年2月号（1月18日）から2009年10月号（9月18日）まで連載された。全20話。オアシスにある架空の町を舞台にしたファンタジー漫画であり、和やかで不思議な日常の中に人々のふれ合いを描く。各話完結の形式でコマ割りやセリフ表現などに様々な趣向が見られる。
なお、作者の休筆を経た執筆再開後1作目の作品でもある。

## あらすじ
オアシスの国「オンファス」は平和で町の人々はお人よし。町のメインストリート「猫の居眠り通り」には「トリフィル」という名前のパン屋があって、仲の良い姉妹と居候の少年が3人でお店を開いている。彼らと町の人たちの暮らしは穏やかで、いつもどこかで不思議なことが起きている。

## 登場人物

### パン屋の3人
ルナ
ルチルの姉。旅中の両親とは離れて暮らしている。おっとりした性格で気前がいい。彼女のこだわりと心がこもったパンに愛好者は多い。妹の名前と対照的な意味になるよう、名前に月の意味を持つキャラクターデザインがなされた。
ルチル
ルナの妹。活発な性格でお調子者。名前の由来は太陽の意味を持つルチル。
翡翠（ジェイド）
居候の少年。不思議なものごとを手帳に書き記したり、集めたりするのが好き。常識人で同居の姉妹にはよく振り回される。母親を既に亡くしている。名前の由来は翡翠。

### 周りの人々
ユークセン
オンファスに訪れた行商人。ちょっと難ありのアイテムを巧みな話術で売りさばく。商売のためなら人をも騙す性格。弟子と共に町を訪れたが、その後はそのまま滞在を続けている。名前の由来はユークセン石。
コパー
ユークセンの弟分。素直な性格。名前の由来は銅。
禍（わざわい）
人には見えない塔に住む男の子。人に禍をもたらす性質を自ら恐れている。些細な切っ掛けで起きた小鳥の死に自責の念を抱き、それからは独りきりの塔から人々を眺め、絵を描き過ごしてきた。
ハーライト
誰も知らない博物館の館長。強気と弱気の性格が頻繁に入れ替わり、その都度顔と態度が変化する。ルチルの特製サンドイッチに苦い思い出を持っている。名前の由来は岩塩。
三つ子
無邪気な三つ子の子供たち。元気に走り回る。名前の由来はラブラドライド。セリフはないが三つ子らしい息の合った動きと意思の疎通を見せる。
ラブ
女の子。いたずら好きだが人見知りをする。髪はカールしている。
ラド
男の子。いたずら好き。髪は跳ねて尖っている。
ライト
男の子。いたずら好き。髪は少しクセのあるストレート。
エンジェライト
お茶屋「シトリン」の主人。少々へそ曲がりな性格。幼い頃に外国からオンファスへ移り住んだため、なかなか友達が作れなかった経験を持つ。愛称は「エンジェ」。口癖の「～なのだ」はバーライトの影響。名前の由来はエンジェライト。
バーライト
友達のできなかった幼い日のエンジェライトに両親がプレゼントした人形。スパルタ指導で友達作りを先導する。愛称は「バー」。今は毎日お茶屋の店先に座っている。名前の由来は重晶石。
辰砂姫
婚礼を控えた旅の道中にて、砂漠の迷宮「蜃気楼」に迷い込んでしまった姫君。見た目のそっくりなお供を3人連れている。甘いものが好き。本音ではまだ結婚せず母様の城にとどまっていたいと思っている。名前の由来は辰砂。
双刀の男
名前は無い。「蜃気楼」に潜み、迷い込んだ者を襲う。
タルク
砂漠の灯台に住む壮年の管理人。近頃砂漠に迷い込んだ巨人と知り合いになり、静かな夜には2人で一緒に月を眺めている。名前の由来は滑石。
グラファイト
砂漠に迷い込んだ黒い巨人。墨のように黒いことからタルクに名付けられた。名前の由来はグラファイト。
運び屋の少年
犬ぞりで酒や食料品の配達をする少年。錫（スズ）・鉄（テツ）・鉛（エン）・硝（ショウ）という犬と共に仕事をしている。
蛍石（フローライト）
運び屋の少年が荷物を届ける先の酒場で働くダンサー。名前の由来は蛍石。

## 用語
テルル
この物語の世界を抱える青い星。名前の由来はテルル。
オンファス
物語の舞台となる国。まんまる池という湧き水を湛えたオアシスで、周りを広い砂漠に囲まれている。池から北に歩くとお城があり、国王や王妃、王子が住んでいるらしいのだが、王室は設定のみで本編には登場しない。水が豊富にある所為か水路は町中にあり、屋内に井戸を持つ建物もある。名前の由来はオンファス輝石。
パン屋「トリフィル」
ルナたち姉妹が営むパン屋。場所は猫の居眠り通り。1階は店舗と工房で2階には姉妹と居候の部屋がある。売り物は定番の「特製ふわふわパン」を始め「はちみつとろーりパン」や「びっくりパン」など様々。名前の由来はトリフィル石。
お茶屋「シトリン」
エンジェライトの営む店。主人と店員の2人で切り盛りしており、様々なお茶を楽しむことが出来る。場所は銀貨と金時計通り。人々の憩いの場にもなっていて、時には楽人が訪れ余興を披露することもある。名前の由来はシトリン。
お昼寝屋
快適なお昼寝を提供する店。風通しのいい部屋に大きな葉っぱの団扇、風鈴、蚊取り線香、ハーブの香り、子守唄などの持てなしで、夏の午後を緩やかな眠りの時間へと演出する。
博物館「アーベイコーベイ」
ほとんど誰の記憶にも残らない不思議な博物館。ハーライトが館長をしている。
トロールバス
アーベイコーベイに行くための交通手段。運転手はトロールという生物。

## 書誌情報
- 夜麻みゆき 『トリフィルファンタジア』 スクウェア・エニックス〈Gファンタジーコミックス 〉、全2巻
  1. 2009年1月27日発行（2008年12月27日発売[1]）、ISBN 978-4757524569
  2. 2009年10月27日発行（2009年10月27日発売[1]）、ISBN 978-4757527102